# Myrmicella verticospinosa
Myrmicella verticospinosa – gatunek pluskwiaków różnoskrzydłych z rodziny zajadkowatych. Jedyny gatunek monotypowego rodzaju Myrmicella.

## Taksonomia
Gatunek i rodzaj opisane zostały w 2013 roku przez Dominika Chłonda i Petra Baňařa na podstawie czterech okazów: dwóch samic i dwóch samców, odłowionych tego samego roku. 

## Występowanie
Gatunek ten jest endemitem Madagaskaru. Odłowione dotąd okazy pochodzą z parków narodowych: Zombitse-Vohibasia i Isalo w południowo-zachodniej części wyspy.